# For What It’s Worth (песня The Cardigans)
«For What It’s Worth» — песня шведской группы The Cardigans, ставшая первым синглом с пятого студийного альбома группы 2003 года Long Gone Before Daylight. Авторами песни стали вокалистка группы Нина Перссон и Питер Свенсон. Сингл вышел 5 марта 2003 года. Песня добралась до 8 места в хит-параде Швеции, 31 места в хит-параде Великобритании, 37 места в хит-параде Ирландии. Режиссёром видеоклипа к песне стал Амир Чамдин.

## Список композиций
| Scandinavian CD single 1. «For What It’s Worth» — 4:16 2. «The Road» — 6:50 European and Japanese CD single 1. «For What It’s Worth» — 4:18 2. «The Road» — 6:52 3. «For What It’s Worth» (Polar Session '01) — 4:16 4. «Das Model» ('00) — 2:53 | UK maxi-CD single 1. «For What It’s Worth» — 4:16 2. «Das Model» ('00) — 2:53 3. «The Road» — 6:52 4. «For What It’s Worth» (video—director’s cut) — 4:16 UK cassette single 1. «For What It’s Worth» — 4:16 2. «Das Model» ('00) — 2:53 3. «The Road» — 6:52 |

## Позиции в чартах
| Чарт (2003)                     | Наивысшая позиция |
| ------------------------------- | ----------------- |
| (Европа) (Eurochart Hot 100)    | 76                |
| Ирландия (IRMA)                 | 37                |
| Нидерланды (Single Top 100)     | 98                |
| (Румыния) (Romanian Top 100)    | 67                |
| Шотландия (OCC Scotland)        | 39                |
| Швеция (Sverigetopplistan)      | 8                 |
| Великобритания (OCC UK Singles) | 31                |

| Чарт (2003) | Позиция |
| ----------- | ------- |
| (Hitlistan) | 90      |

## История релиза
| Страна         | Дата           | Формат         | Лейбл                 | Ссылка        |
| -------------- | -------------- | -------------- | --------------------- | ------------- |
| Япония         | 5 марта 2003   | CD             | Universal Music Japan | [ 15 ]        |
| Великобритания | 10 марта 2003  | CD кассета     | Stockholm             | [ 16 ] [ 17 ] |
| США            | 19 апреля 2003 | Triple A радио | Stockholm             | [ 18 ]        |